# Jardin Jungle Karlostachys
Le Jardin Jungle se situe en France dans la localité d'Eu, dans le département de la Seine-Maritime et la région Normandie. Ce jardin privé de 15 hectares ouvert au public depuis 2012 regroupe les collections botaniques de Charles Boulanger. Celles-ci sont intégrées dans un environnement forestier très sauvage où la faune et la flore locales sont préservées.
Le jardin jungle est divisé en quatre parties : l' Arboretum qui regroupe les collections de ligneux rares (Bretschneidera, Cathaya, Sequoia, Fitzroya…) avec une bambouseraie, un jardin clos qui conserve les collections d'arbustes (Hydrangea, Rhododendron, lianes et les introductions), un jardin aquatique et une lande à Eucalyptus (écotypes sélectionnés pour leur résistance au froid).

## Situation
Le jardin jungle Karlostachys se situe à Eu, à trois kilomètres du centre, dans la forêt d'Eu, entre la ferme de Beaumont et Briga, le site archéologique gallo-romain du Bois l'Abbé.

## Espèces végétales
Le jardin jungle regroupe des milliers d’espèces végétales différentes sur un domaine de quinze hectares. On y recense des collections de séquoias, de nombreux hybrides de Passiflora, Aechmea et d'Hedychium créés dans les serres, une bambouseraie où plus de 300 espèces et cultivars de bambous cohabitent : des géants de plus de 13 mètres de haut, des grimpants, des rouges, des bleus, des noirs, des rayés, des carrés, des tachetés, des sages poussant en touffe (cespiteux) et beaucoup de variétés rares : Yushania pauciramificans, Acidosasa gigantea, Oligostachyum sulcatum, Borinda 'KR 6791' (un bambou cespiteux poussant jusqu'à 13 mètres de haut) ou encore des Chusquea grimpant comme Chusquea gracilis.
Plus de 7 000 taxons ont été recensés dans le parc. Au printemps, ce sont les cyclamens, les jacinthes des bois, les hellébores, les épimediums, les rhododendrons et autres qui fleurissent. En été, c'est le tour des hydrangeas et la sortie des bambous géants qui atteignent plus de 10 mètres en deux semaines (principalement Phyllostachys vivax et Phyllostachys edulis). Viennent ensuite les couleurs d'automne avec le vert foncé des bambous, le jaune des liriodendrons et kalopanax, l'orange des hêtres et le bleu des eucalyptus,. De nombreuses broméliacées sont installées sur les arbres en épiphyte mais seuls des hybrides d' Aechmea créés au jardin du sous-genre Ortgesia sont capables de passer des gels de -7 à -10c.

## Philosophie
Partant de l'idée qu' "avoir un jardin c'est détruire la nature" et que la biodiversité locale est gravement menacé avec 75 % des milieux terrestres altérés de façon significative et plus de 85 % des zones humides détruites, son créateur a inventé le concept du jardin jungle lors de ses premières plantations en 1990. Ce concept vise à "laisser faire la nature", lui laisser de la place : pas ou très peu de désherbage, avoir un maximum de diversité dans les milieux et les espèces (la monoculture aide les maladies et prédateurs). C'est l'observation des derniers endroits sauvages voire vierges in situ lors de ces expéditions botaniques qui a inspiré son créateur. Le jardin jungle Karlostachys conserve volontairement de nombreux espaces naturels comme les ronciers (pour préserver des habitants tels que le muscardin muscardinus avellanarius ), les vieux arbres dépérissants, les populations de lierres, orties, liserons ou clématites sauvages. Ce jardin se défend d'utiliser produit phytosanitaire, fertilisant, insecticide ou fongicide. Une gestion restauratoire est appliquée au jardin. La biodiversité locale mais aussi celle des plantes cultivées est une priorité. Pour son créateur les mauvaises herbes ou Espèce envahissante (espèce introduite par l’homme volontairement ou involontairement sur un territoire hors de son aire de répartition naturelle, et qui menace les écosystèmes, les habitats naturels ou les espèces locales), c 'est nous : notre agriculture avec 69% de la Normandie en 2019 (monoculture intensive de blé, maïs, colza, betteraves...) mais aussi les plantes de nos jardins et forêts (haie de thuya, rosier hybride, buis, photinia, plantations industrielles de pin ou de douglas...). Ces "mauvaises herbes" sélectionnées uniquement pour leur productivité, grosses fleurs ou croissance rapide ont perdu leur résistance et nécessitent de plus en plus de pesticides. Ainsi nos rosiers à fleur au fur et à mesure des hybridations pour avoir de grosses fleurs ont perdu leur parfum ( les rosiers modernes ne sentent pas ou peu), leur résistance aux maladies (traitement contre l'oïdium, rouille, taches noires, botrytis et pucerons), mais aussi leur vigueur (plante maintenant greffée sur des rosiers sauvages).
Les principales caractéristiques du jardin jungle sont:
- La conservation de la flore (locale et exotique) et des différents milieux pouvant accueillir les espèces indigènes (mare temporaire, Lande ouverte, clairière, arbres morts...)
- L'utilisation d'une gamme très variée de plantes avec des origines différentes adaptées aux conditions locales et le bannissement des plantes trop fragiles (rosier moderne, Delphinium, Buxus, Hosta, Heuchera etc.)

- L'utilisation d'une gamme de plantes possédant des aspects dépaysants pour l'effet jungle : Hedychium, Stauntonia, Brassaiopsis, Heptapleurum, Aechmea épiphytes, Bambous, Passiflores, Gunnera etc.
- Choisir des espèces qui sont peu ou pas cultivées.
- pas de tontes, pas ou très peu de désherbages, pas d'arrosage sauf pendant la première année de plantation, jamais d'engrais ou de produits phytosanitaires.

Selon son créateur les plantes exotiques ne sont pas à bannir de nos jardins et peuvent être bénéfiques pour l'écosystème local. En règle générale seule 1 espèce sur 25 000 introduites est devenue envahissante et beaucoup moins que les espèces cultivées avec notre agriculture ou nos plantations.

## Galerie d'images

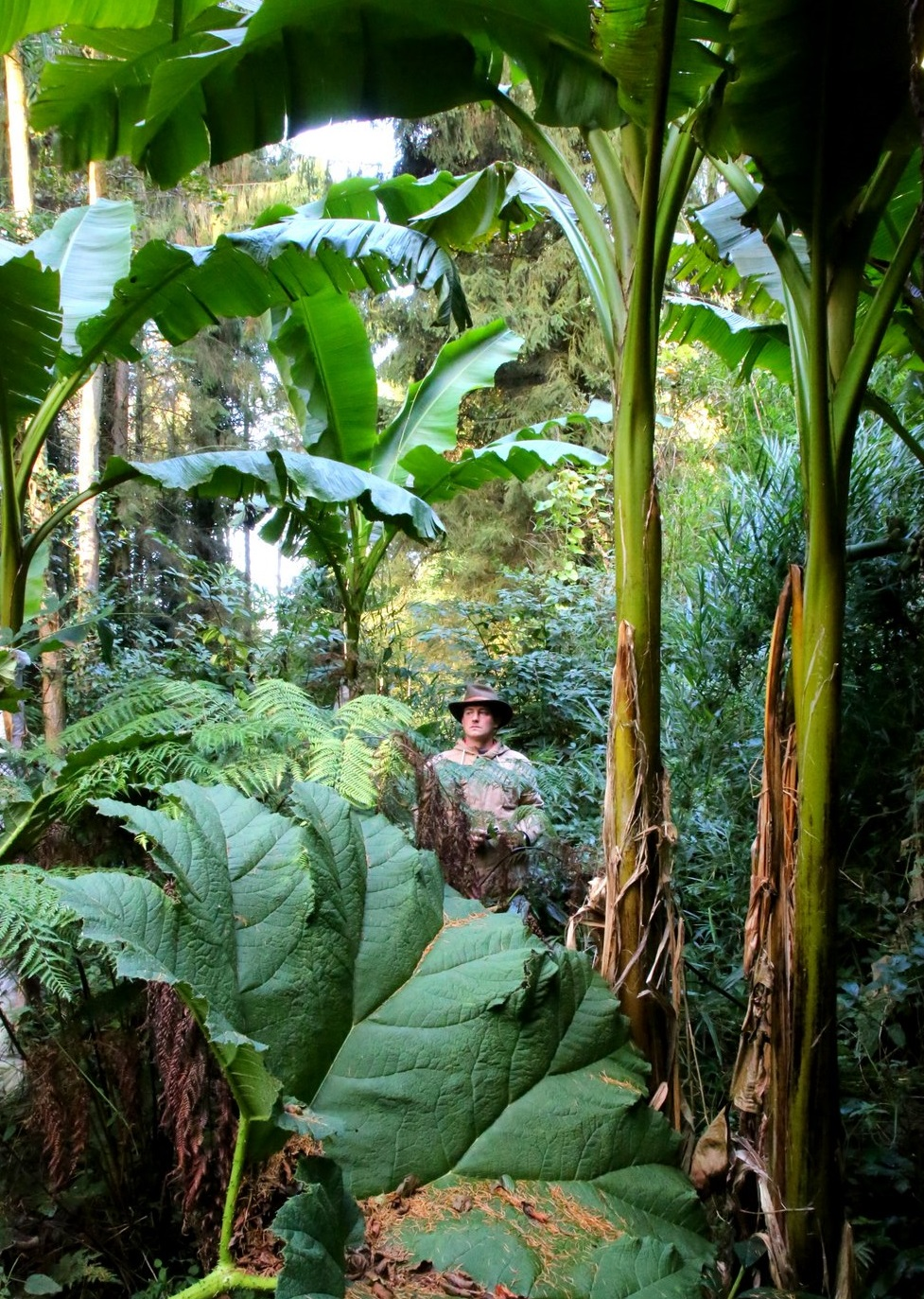
Jardin Jungle Karlostachys
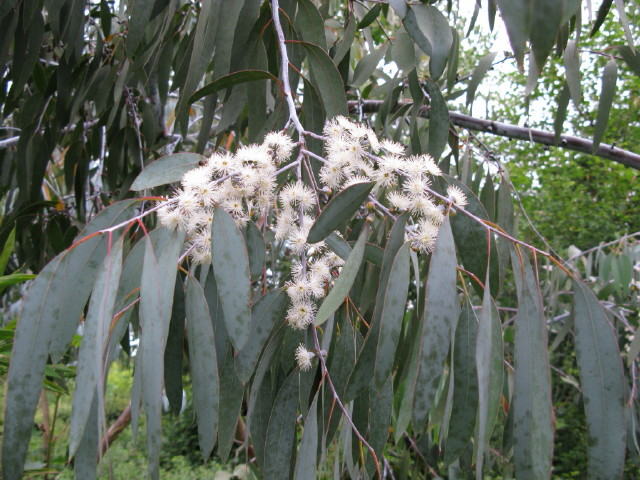
Eucalyptus perriniana var. pendula
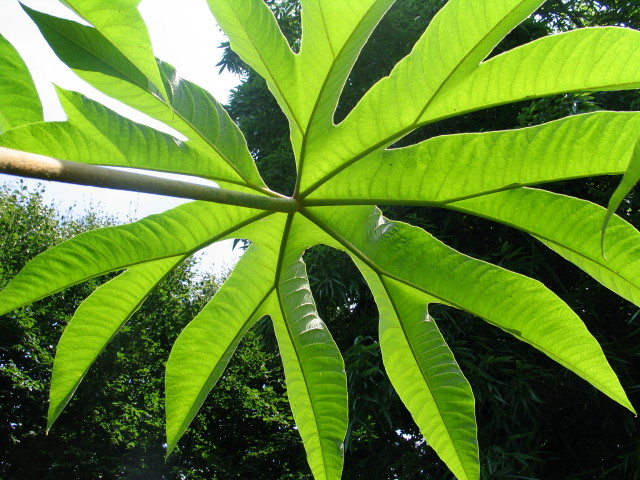
Tetrapanax papyrifer CHB11.T du Yu Shan
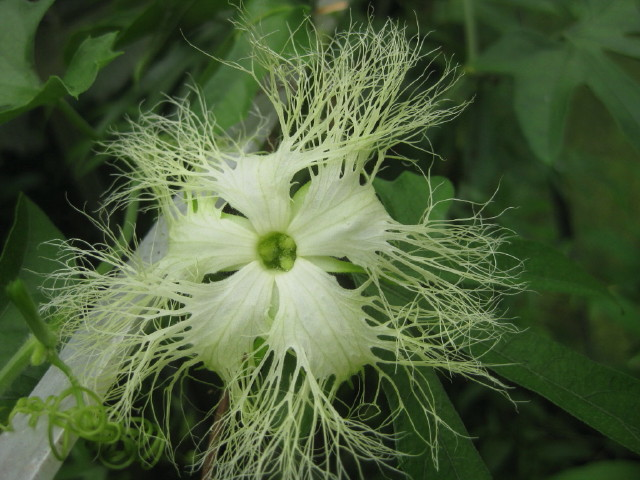
Trichosanthes rosthornii
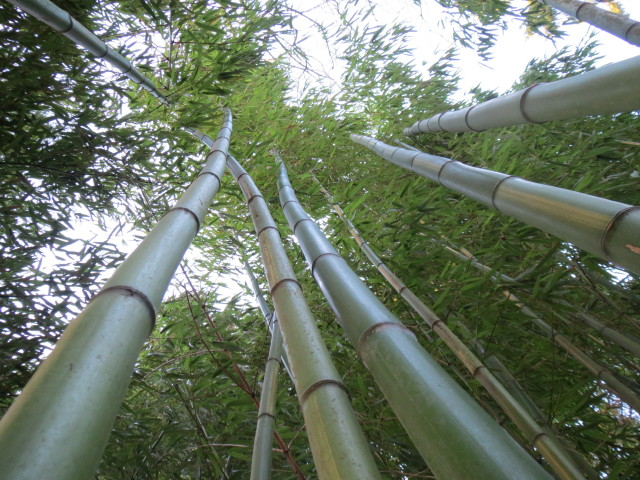
Phyllostachys vivax 'Huanwenzhu'
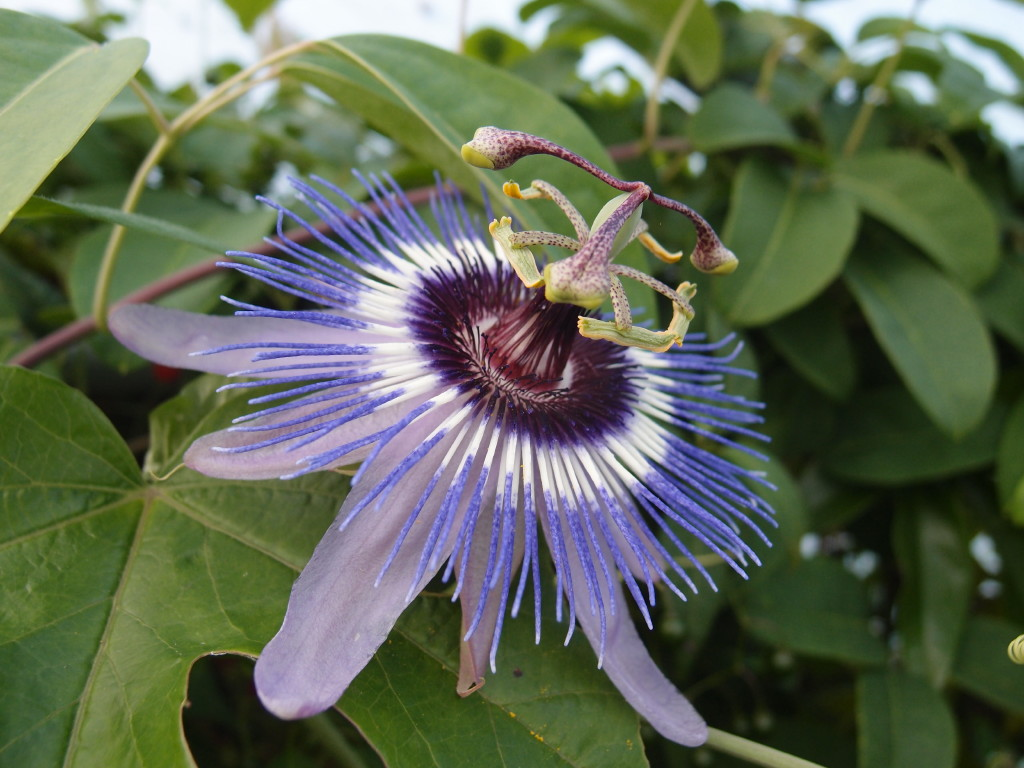
Passiflora 'Jardin Jungle 2'
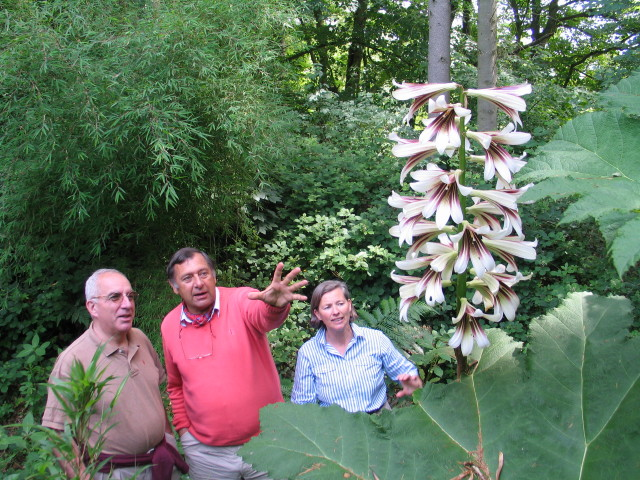
Cardiocrinum giganteum var. yunnanense
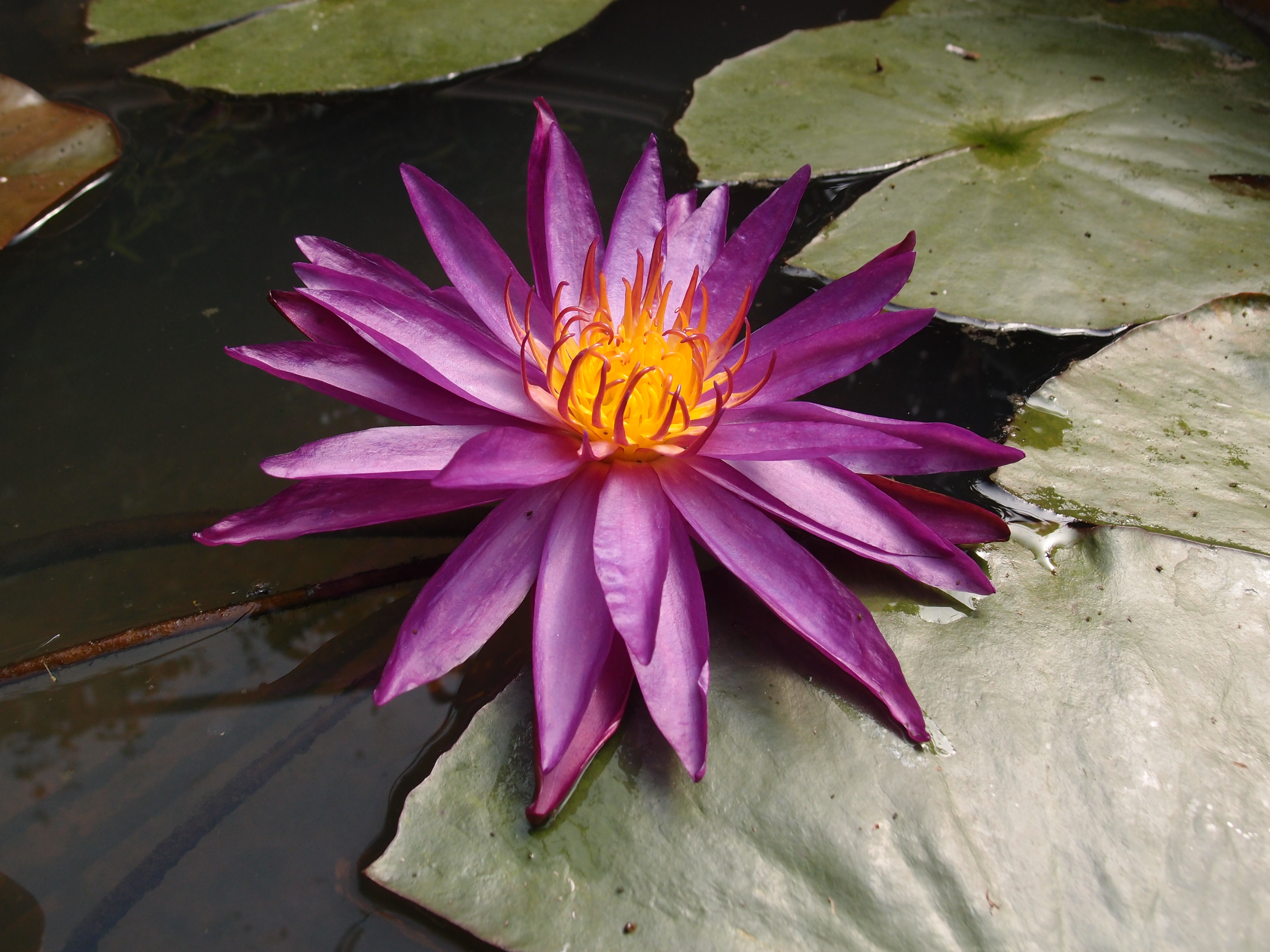
Nymphaea 'Detective Erika' (ISG)
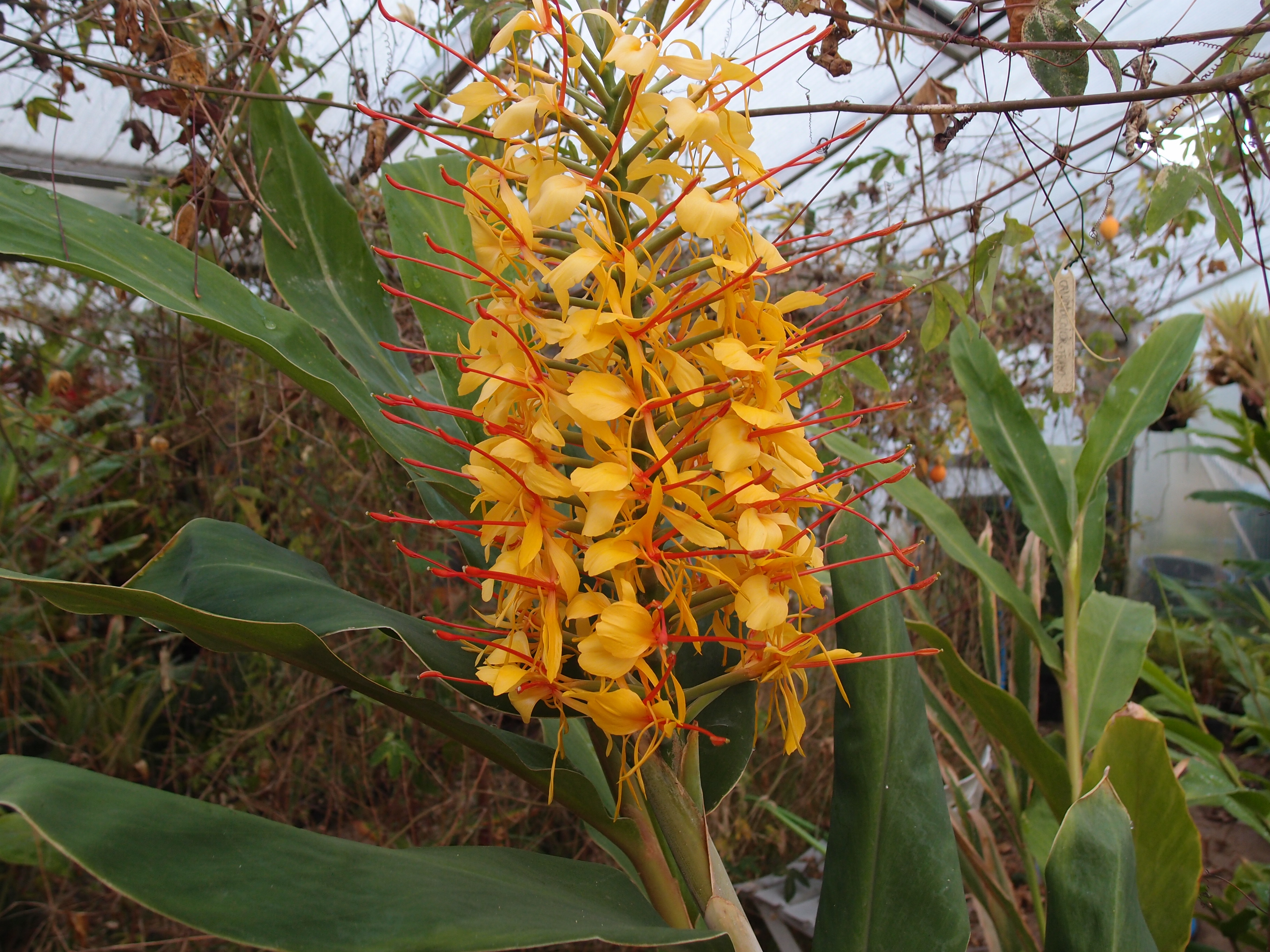
Hedychium bijiangense CHB&MV15.CH175
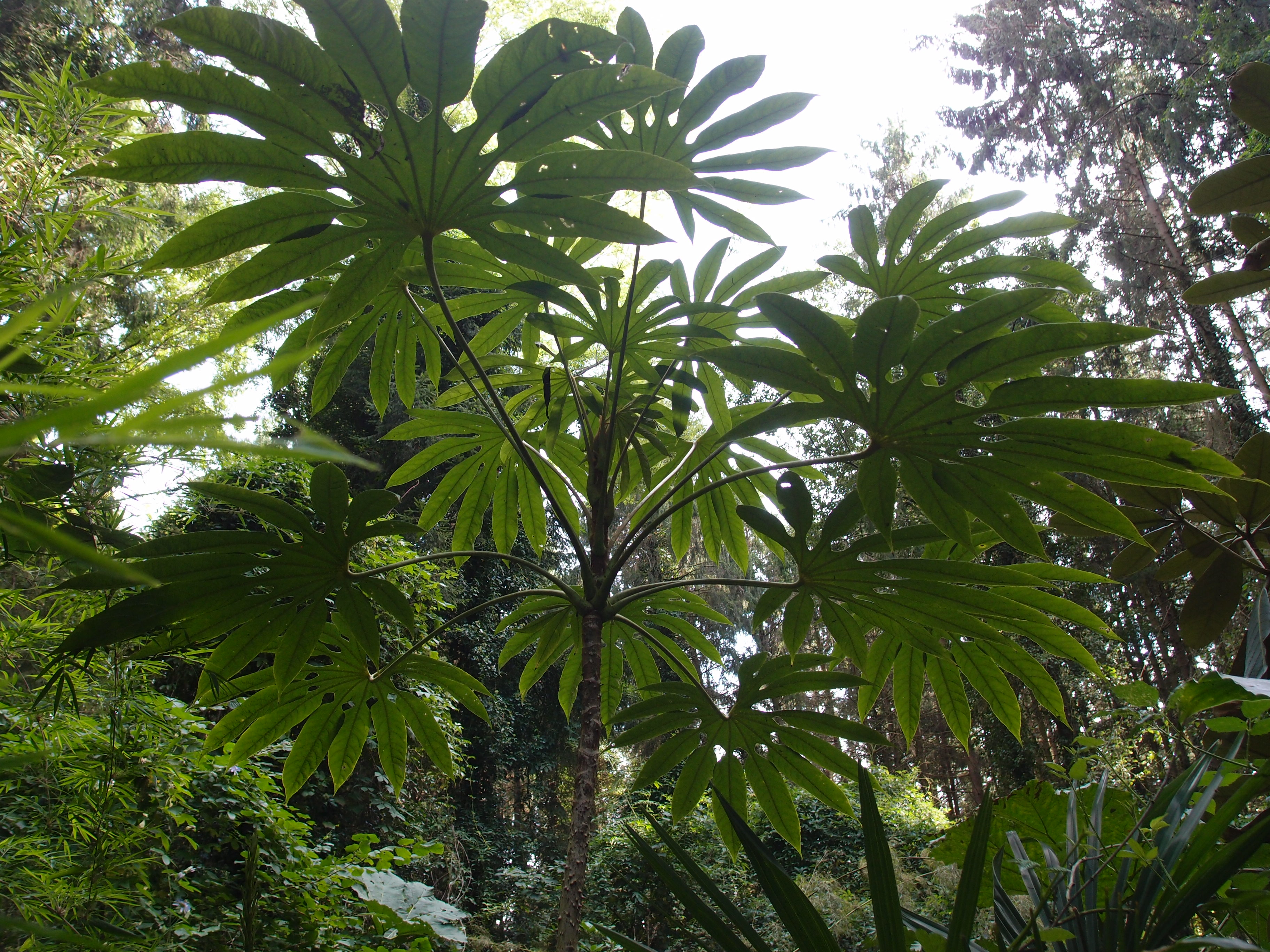
Brassaiopsis dumicola CHB18.V12
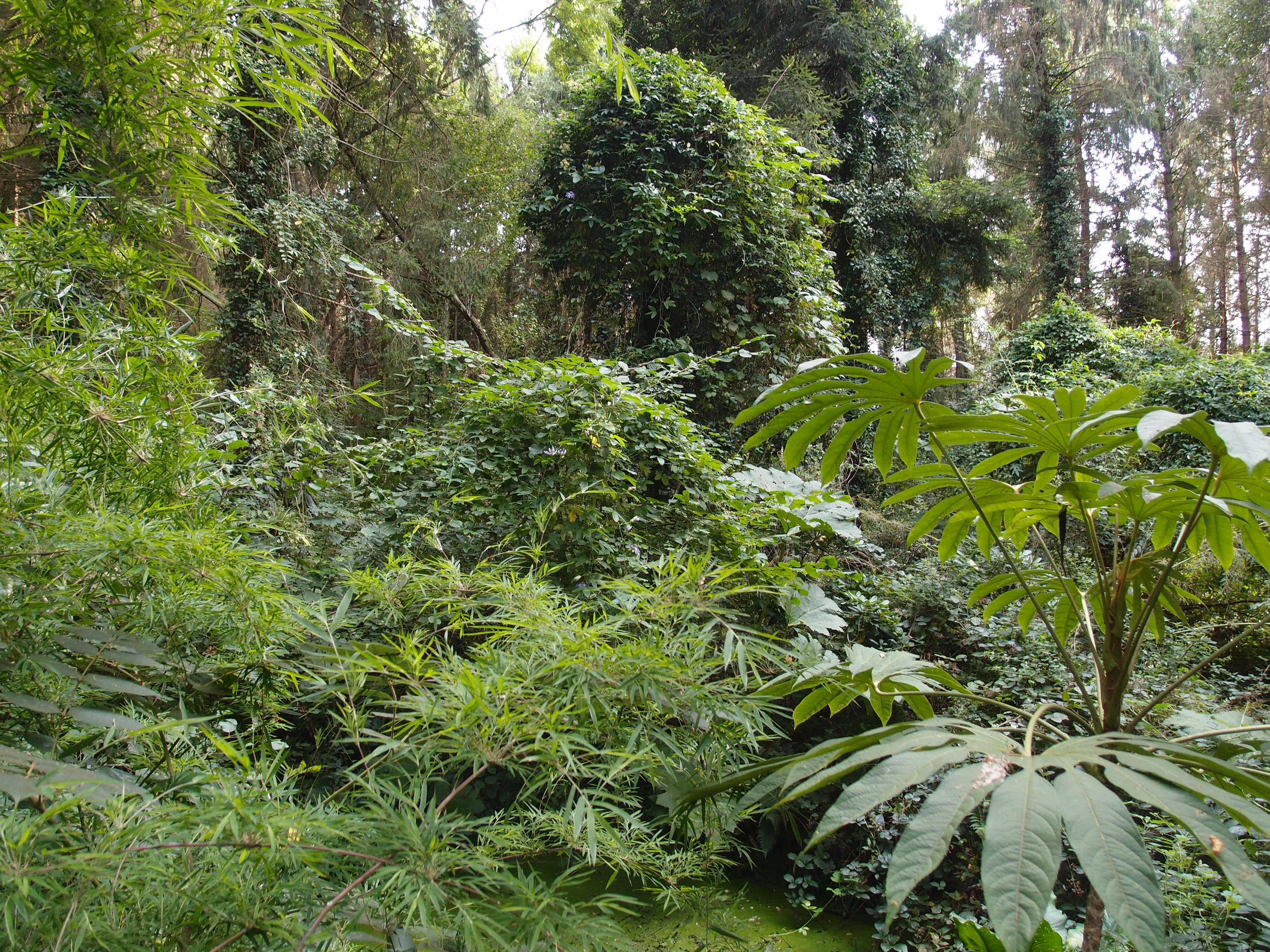
Foisonnement végétal au jardin jungle
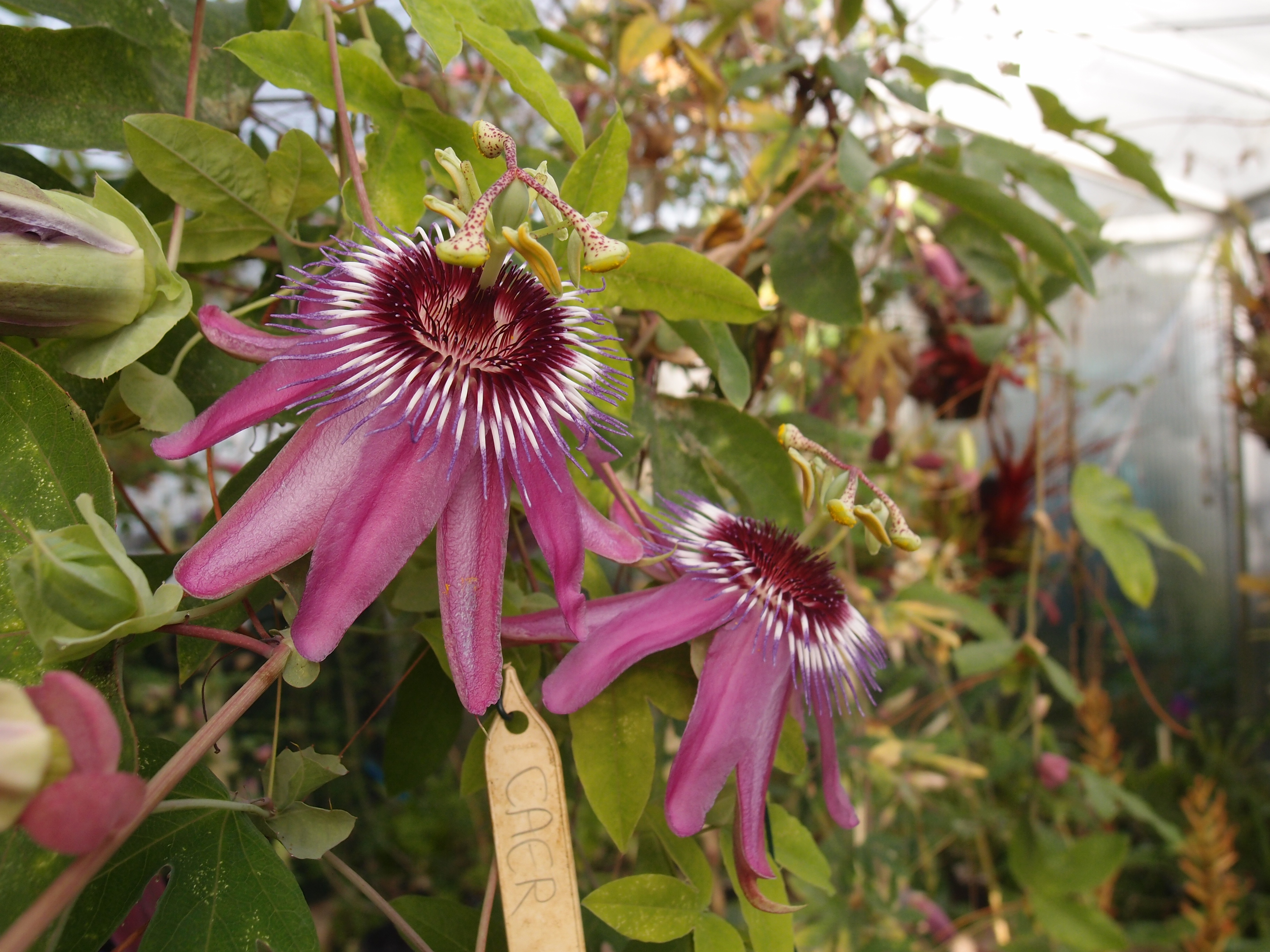
Passiflora 'Jardin Jungle 101'
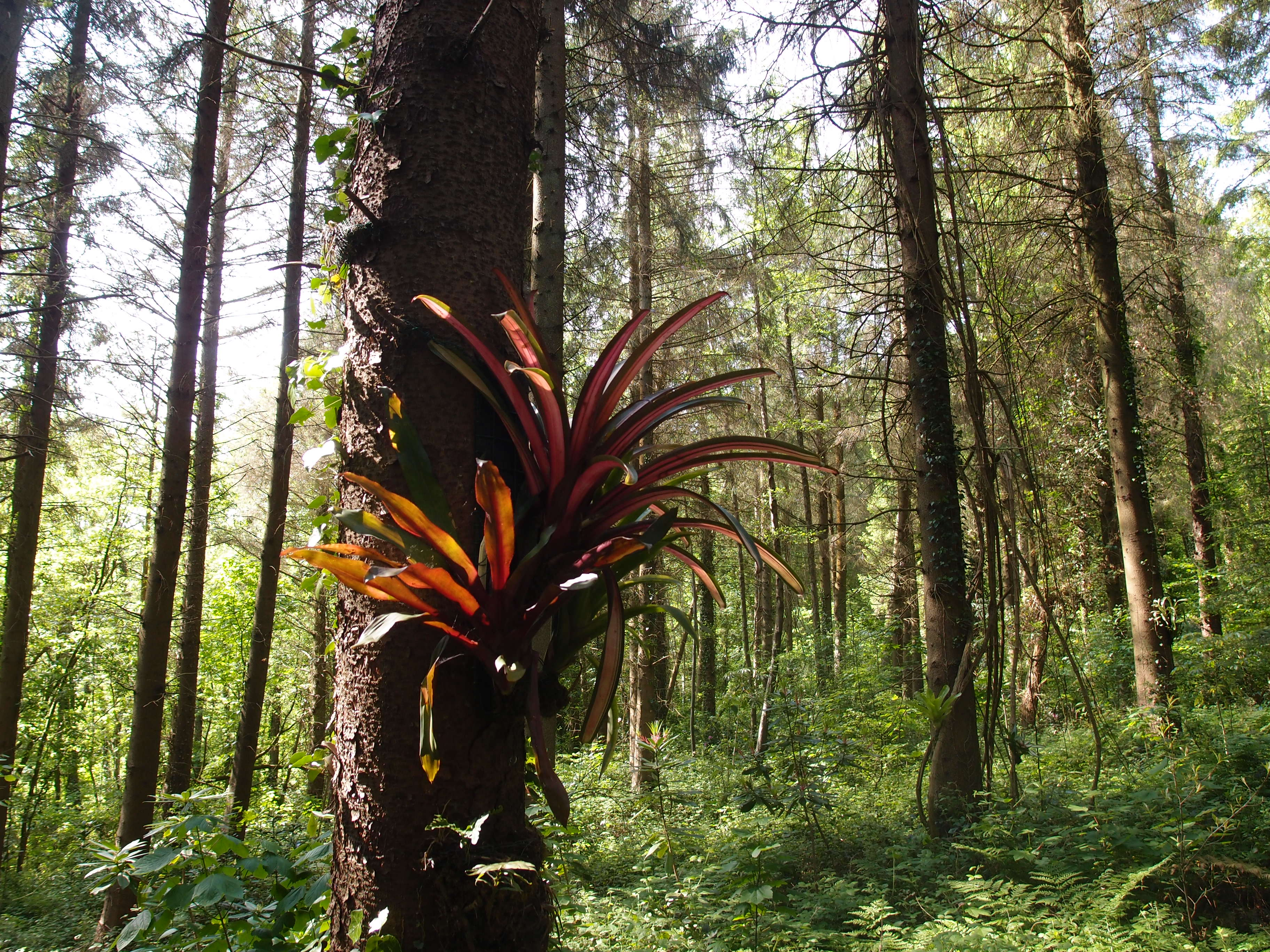
Bromeliaceae épiphytes au jardin jungle
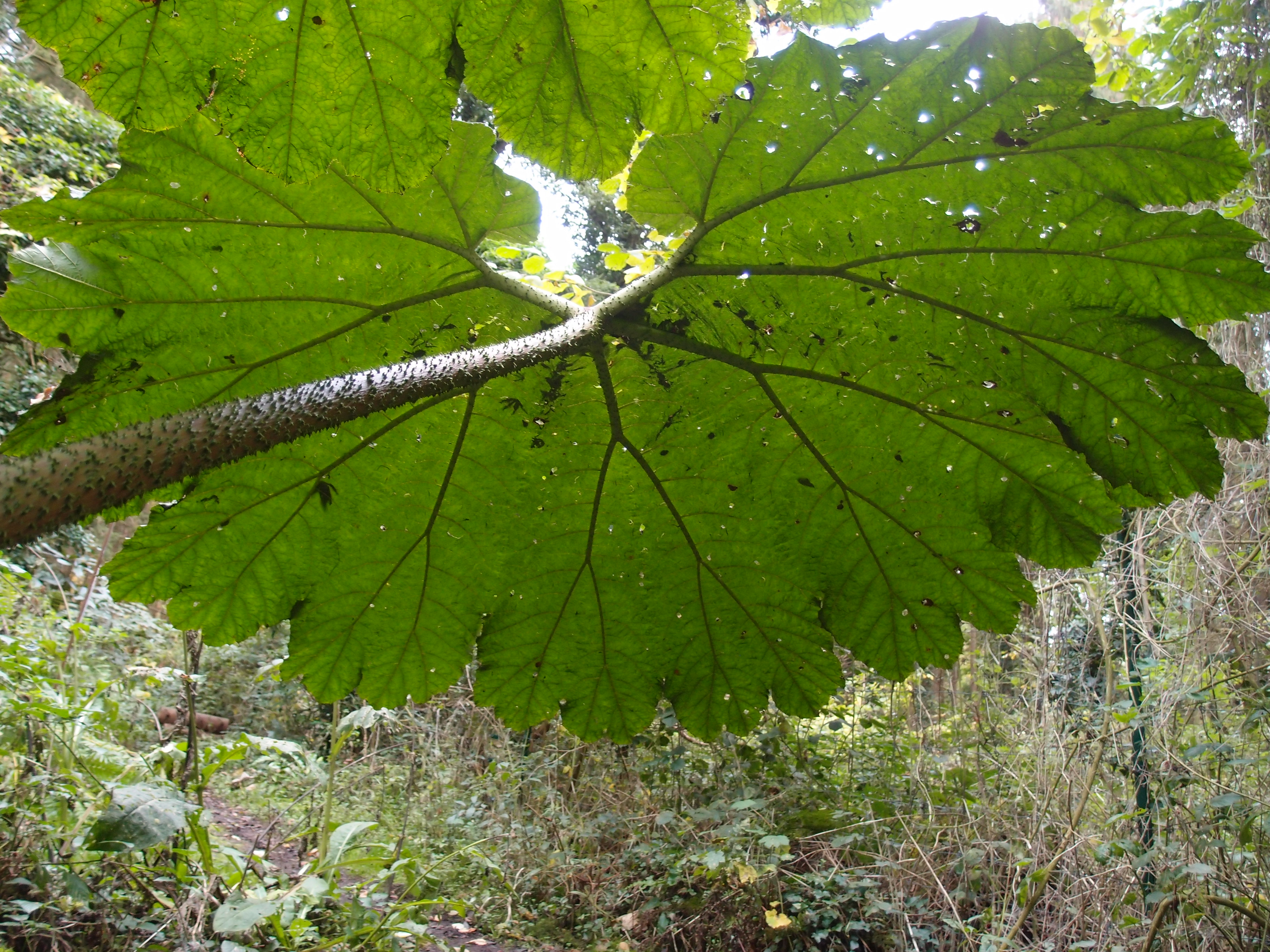
Gunnera manicata 'Aparados da serra' BBM20.BR2261
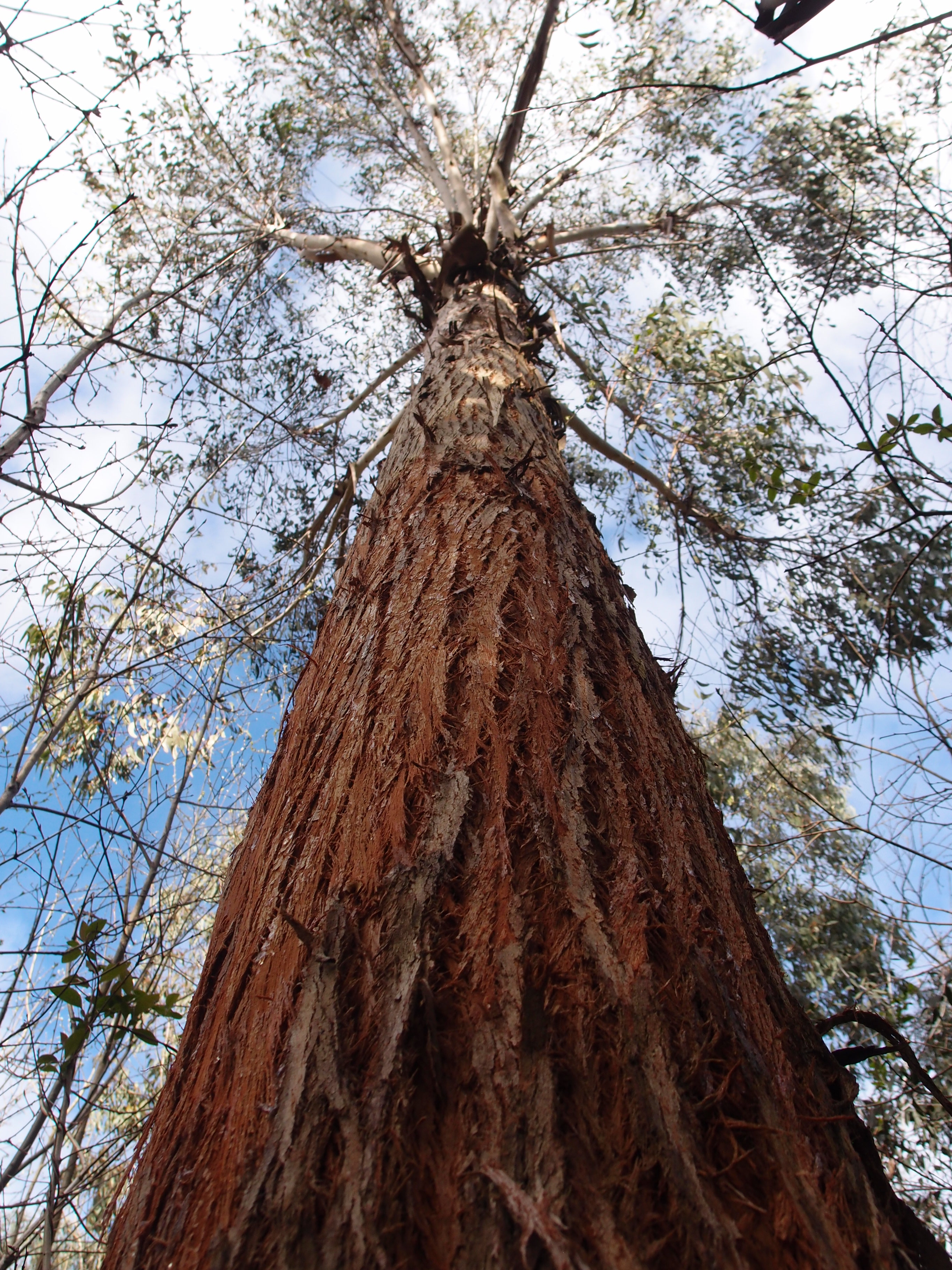
Eucalyptus delegatensis du New South Wales.
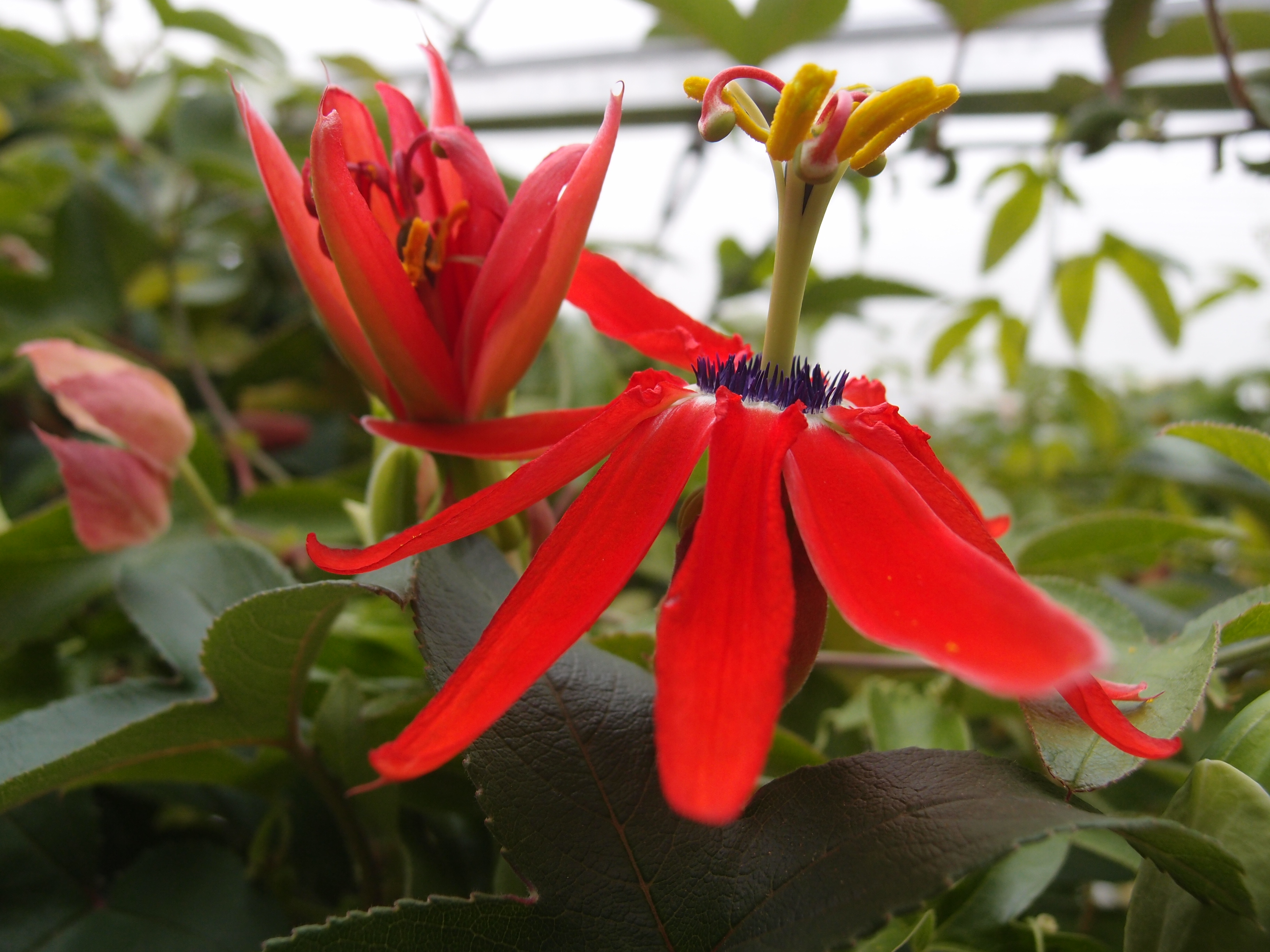
Passiflora manicata dans les serres du jardin jungle
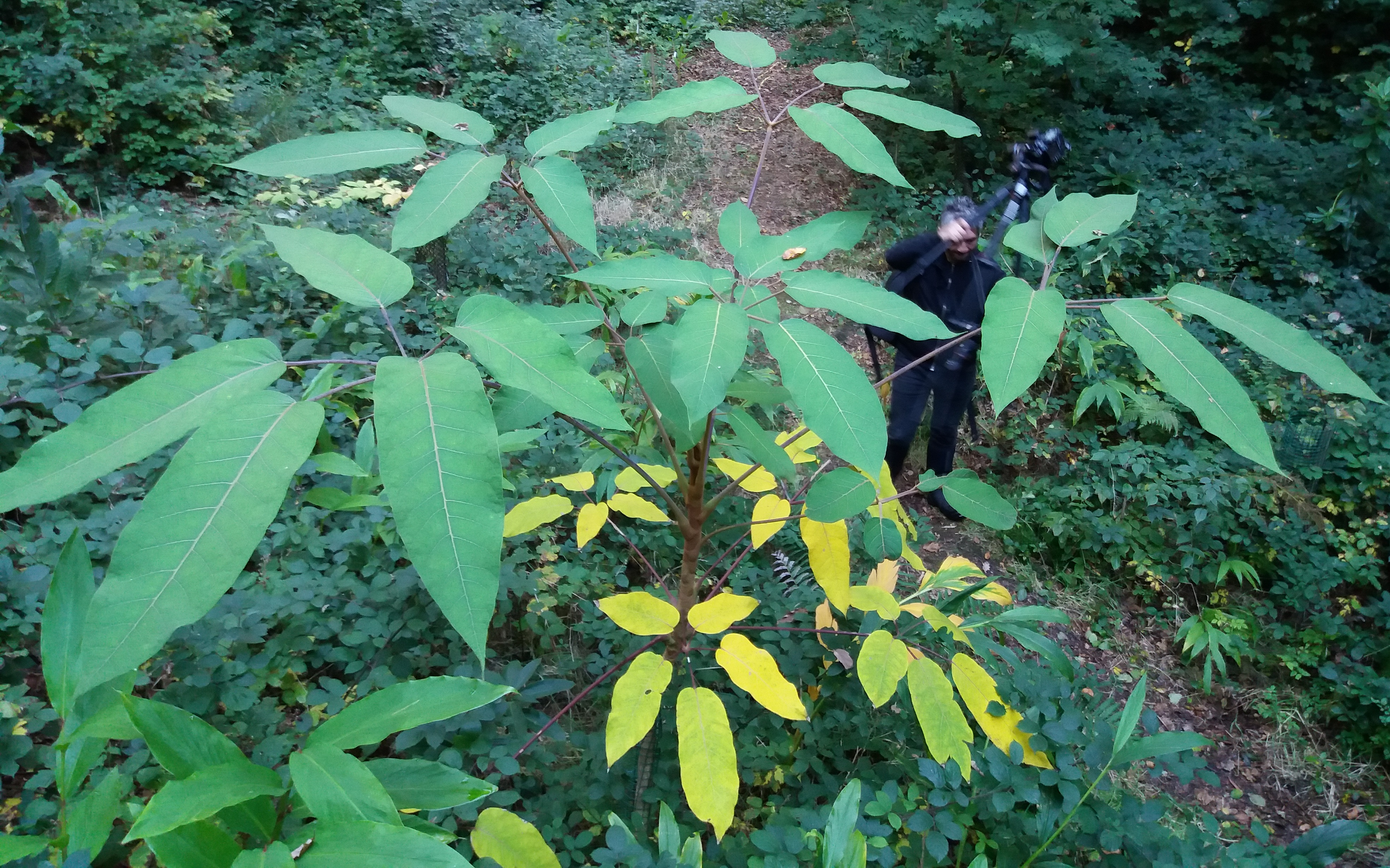
Heptapleurum macrophyllum CHB06.VI15
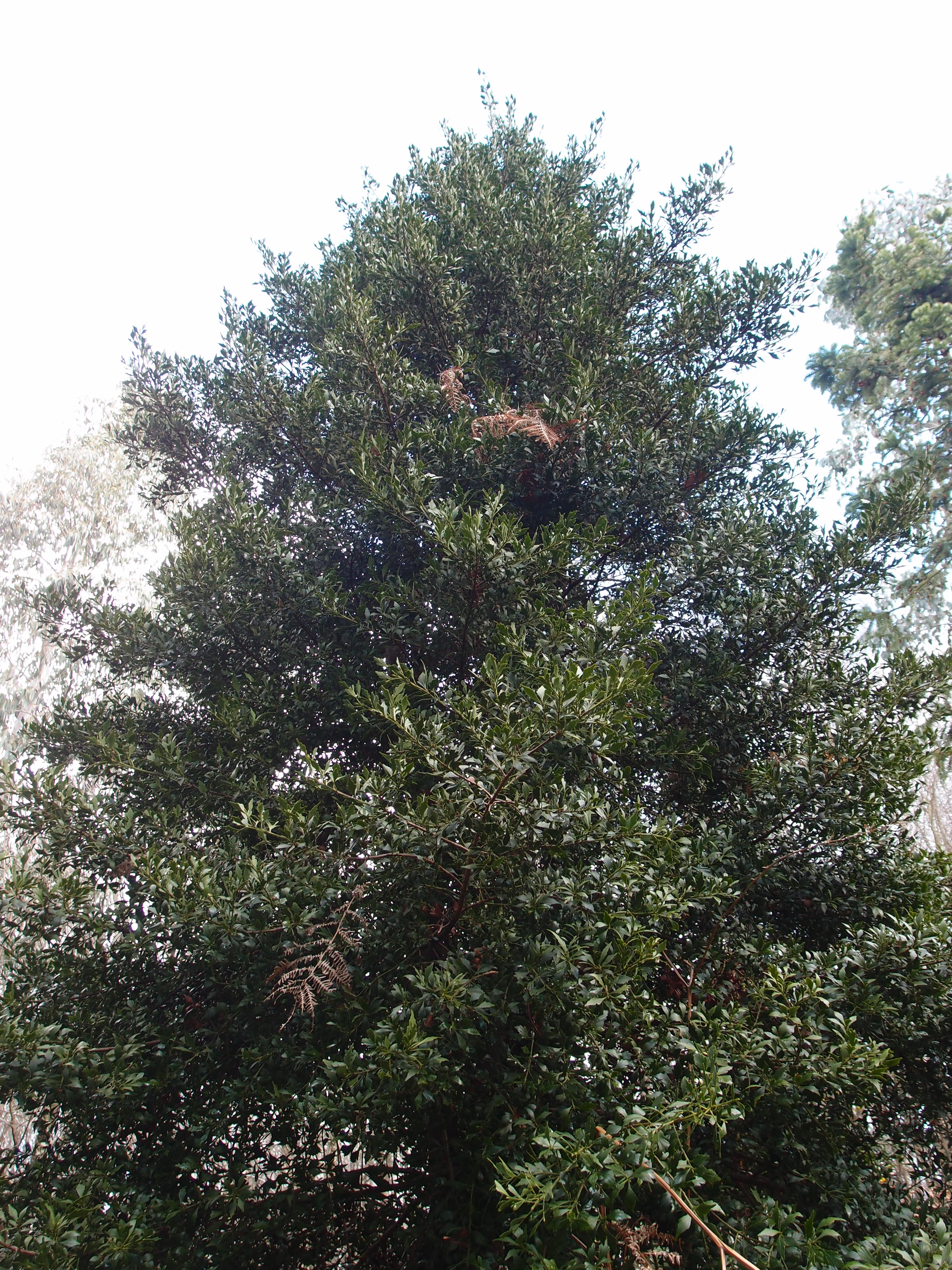
Phyllocladus aspleniifolius de Tasmanie
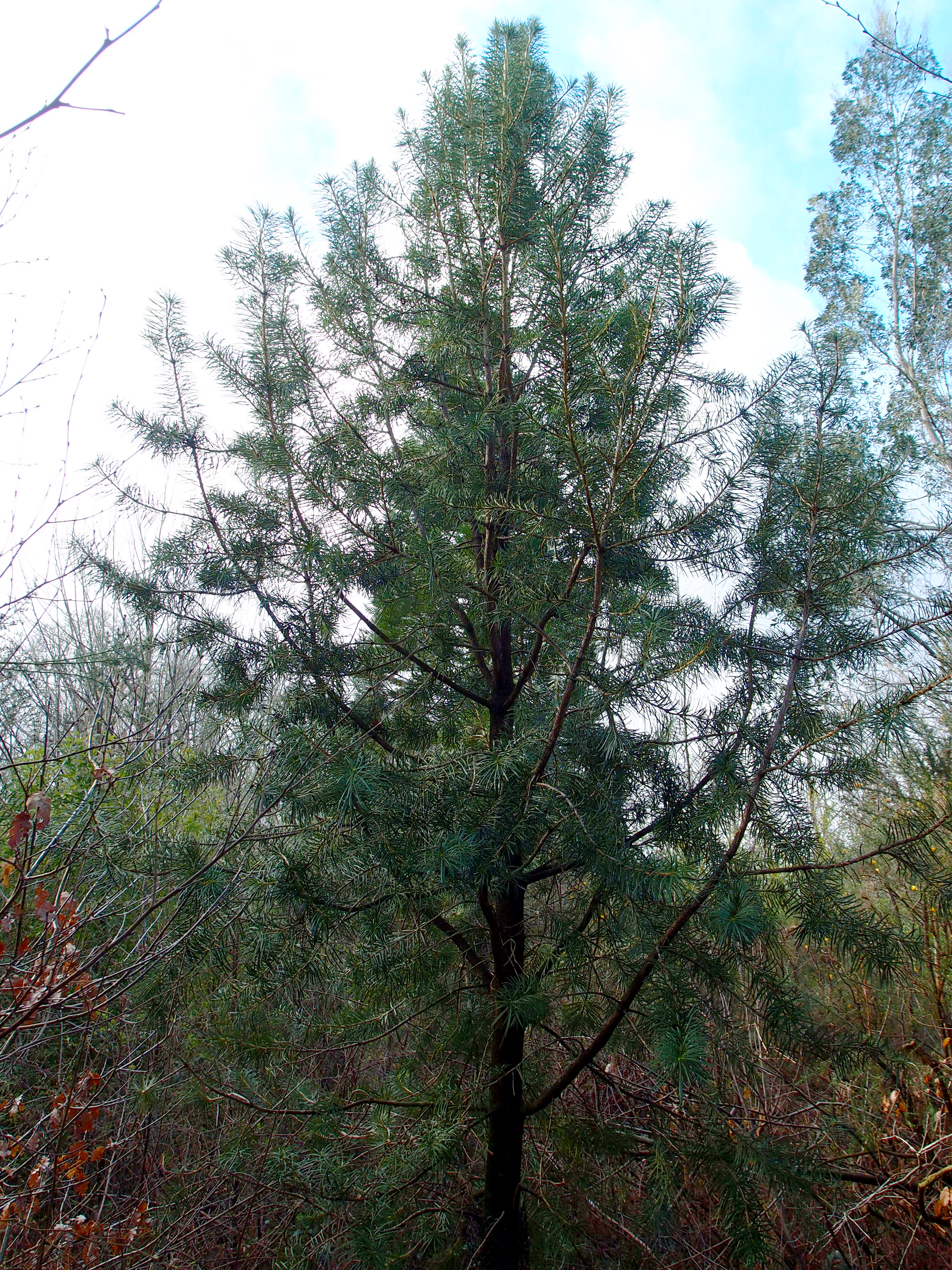
Cathaya argyrophylla CHB03.CH390 de 4m en 2024 ( un des pluss haut d'Europe)
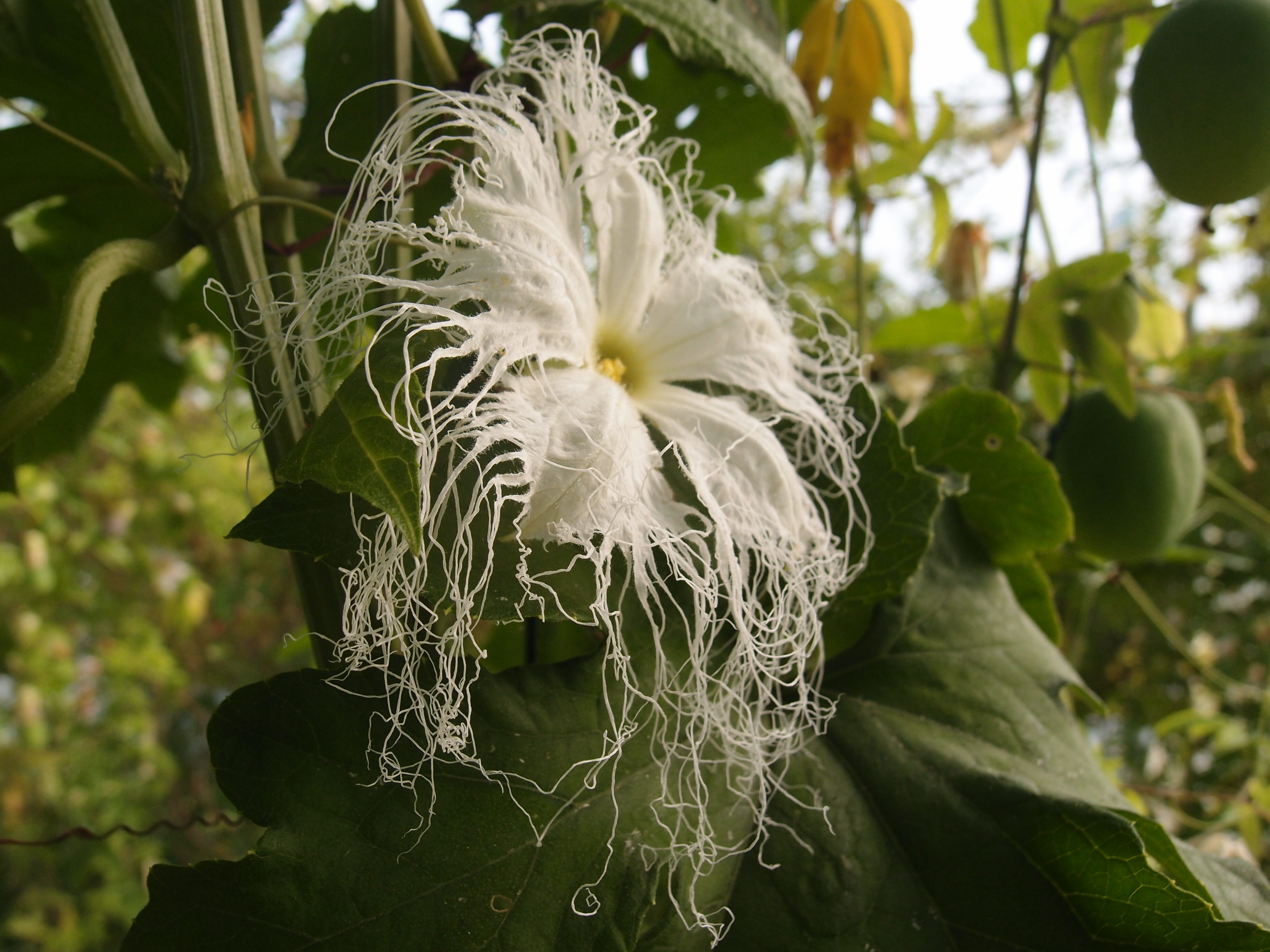
Trichosanthes laceribracteata CHB11.T1 de Taiwan
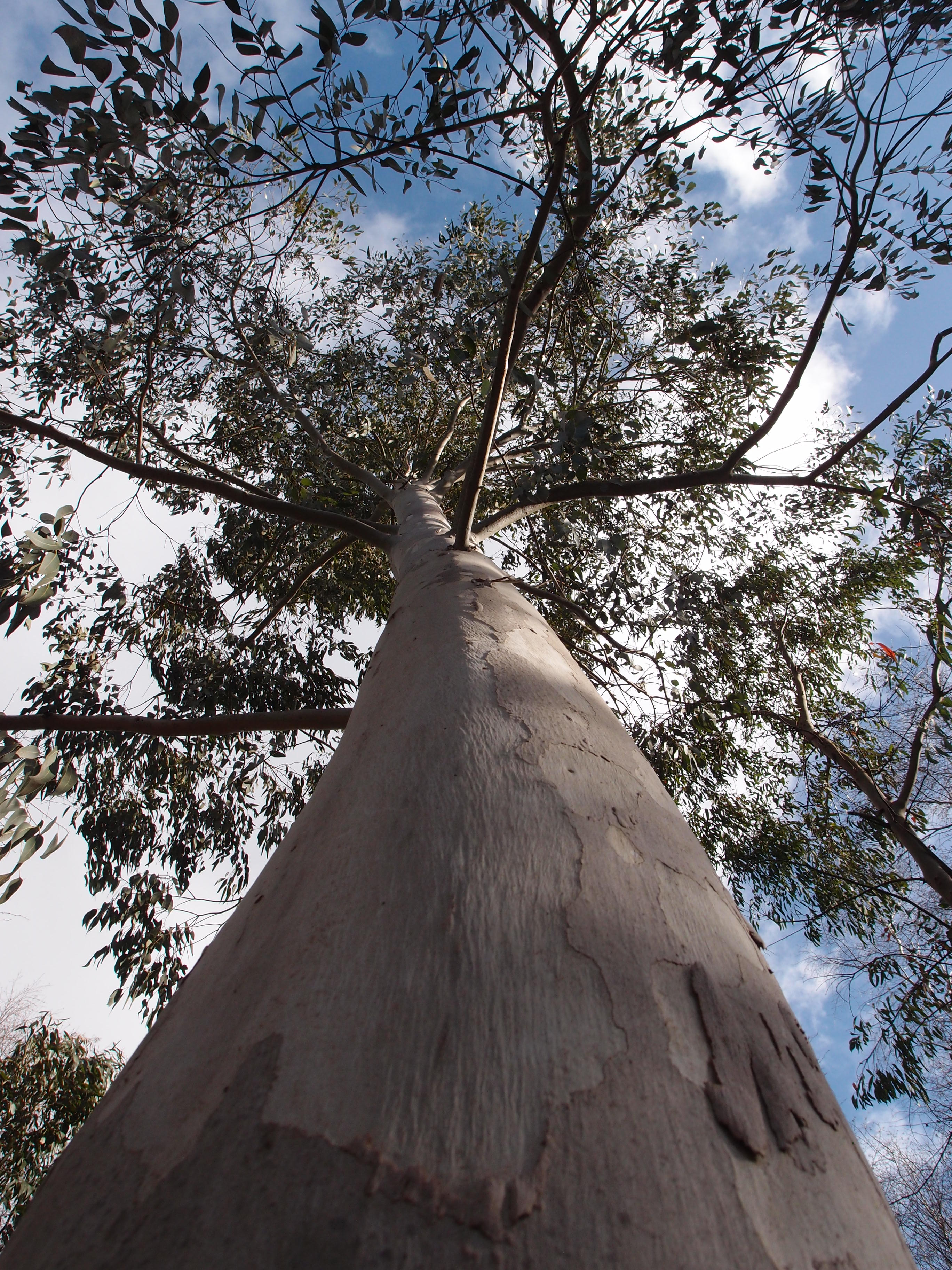
Eucalyptus dalrympleana aff poliophylla CHB11.AUS (du mont Buffalo, Australie)
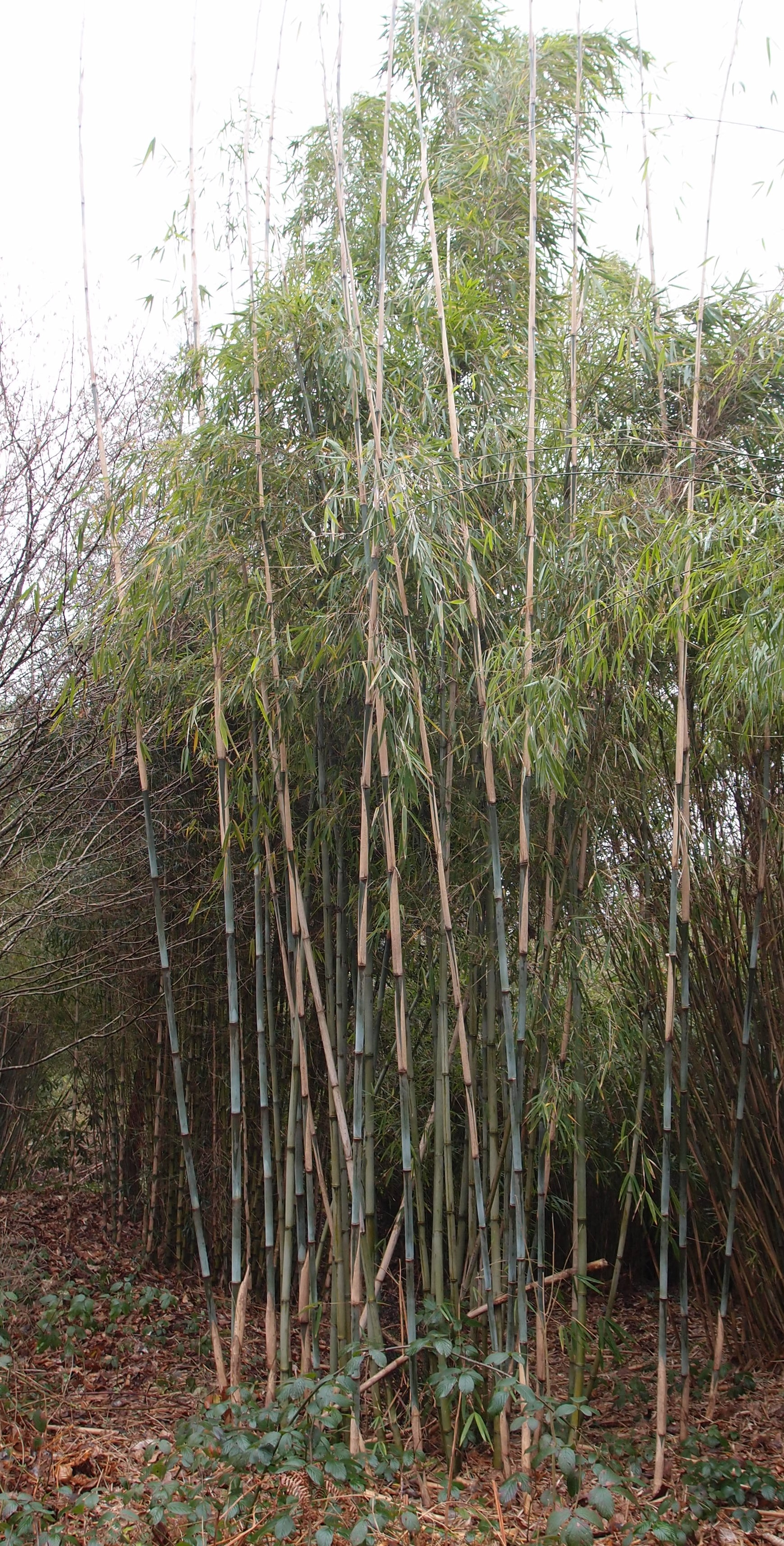
Borinda KR 6791
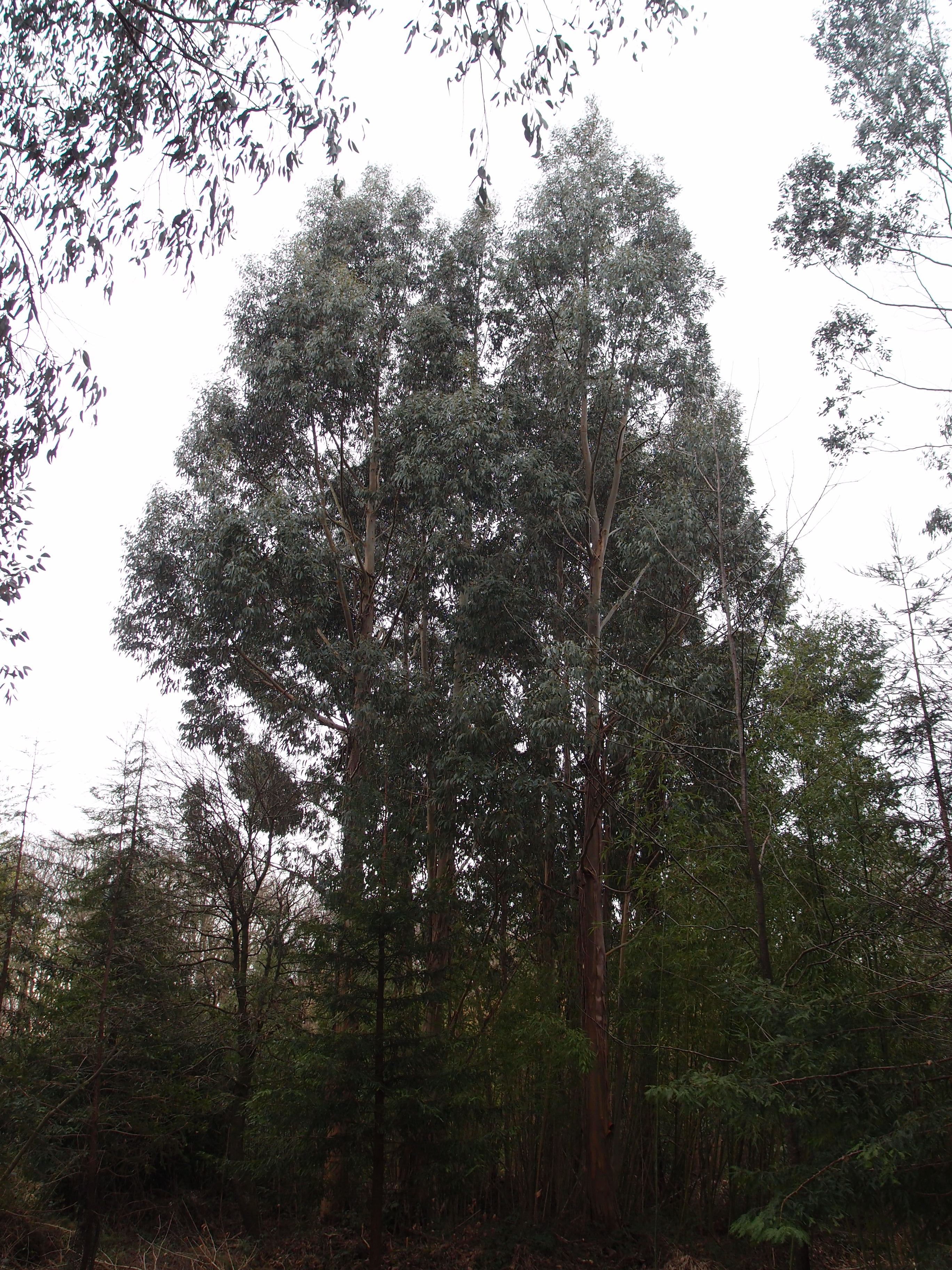
Eucalyptus glaucescens 'Mont Kosciuszho' de 25m au jardin jungle
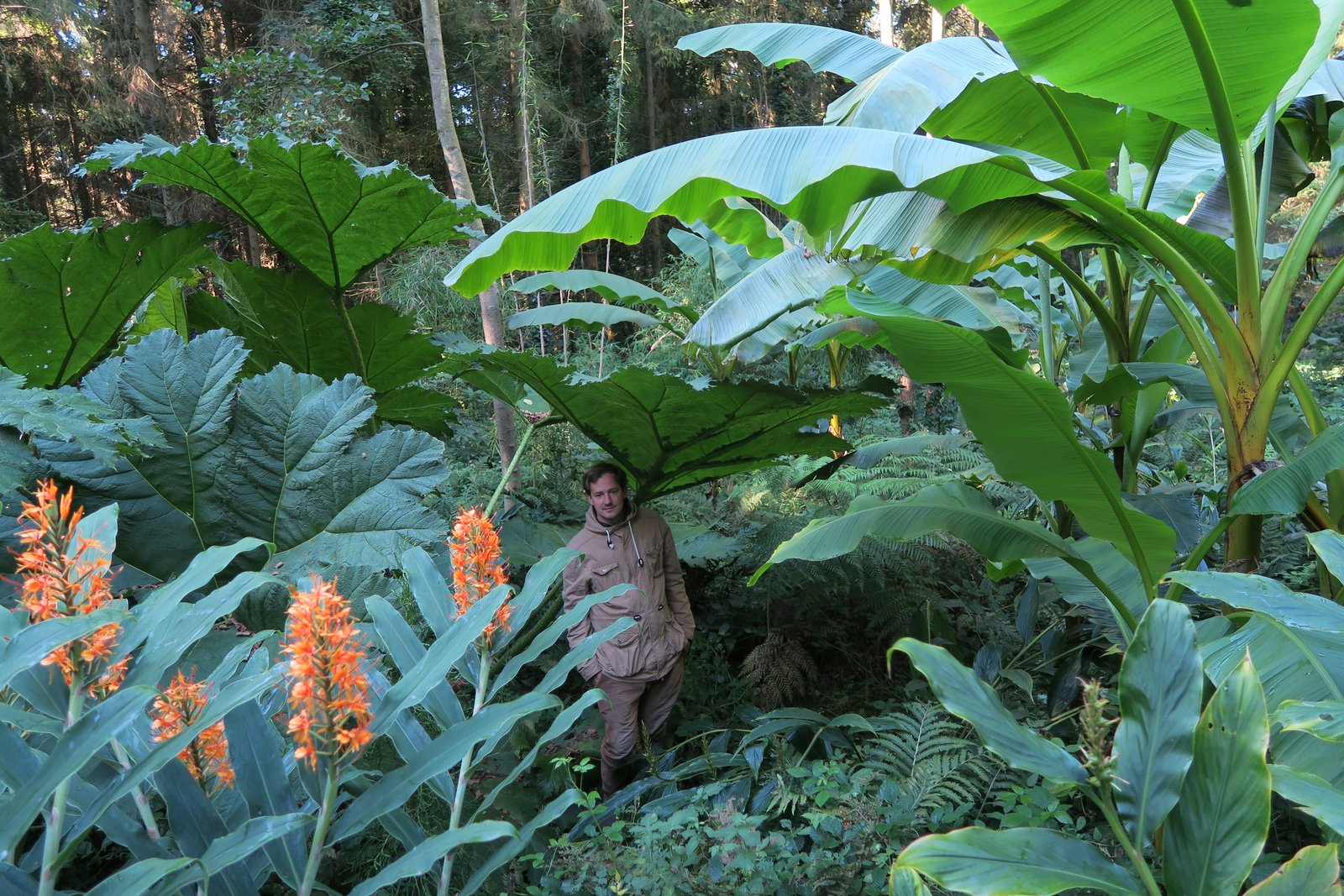
Le Jardin jungle (septembre 2015)

### Prix et récompenses
- Prix Travellers' Choice de Tripadvisor, noté 5/5[15].

- Une étoile[16] et classé dans les coups de cœur de Normandie sur le guide vert Michelin[17].

- Finaliste des meilleurs attractions touristiques européennes sur Arival dans la catégorie des petits opérateurs en 2024 et 2025[18]

- Noté 4.9/5 selon les avis de google en 2025[19]

- A reçu la plaque de l International Dendrology Society en 2017
- TTT dans Télérama en 2014[1]